# Леоновка (Житомирский район)
Леоновка (укр. Леонівка) — село на Украине, основано в 1926 году, находится в Житомирском районе Житомирской области.
Код КОАТУУ — 1822085003. Население по переписи 2001 года составляет 130 человек. Почтовый индекс — 12453. Телефонный код — 412. Занимает площадь 0,753 км².

## Адрес местного совета
12453, Житомирская область, Житомирский р-н, с.Миролюбовка, ул.Петровского, 1б